# Cuauhtemoc Quemado
Cuauhtemoc Quemado är en ort i Mexiko.   Den ligger i kommunen Palenque och delstaten Chiapas, i den sydöstra delen av landet, 800 km öster om huvudstaden Mexico City. Cuauhtemoc Quemado ligger 40 meter över havet och antalet invånare är 210.
Terrängen runt Cuauhtemoc Quemado är platt, och sluttar norrut. Runt Cuauhtemoc Quemado är det ganska glesbefolkat, med 34 invånare per kvadratkilometer. Närmaste större samhälle är Palenque, 14,7 km söder om Cuauhtemoc Quemado. Omgivningarna runt Cuauhtemoc Quemado är en mosaik av jordbruksmark och naturlig växtlighet.